# Airopsis
Airopsis là một chi thực vật có hoa trong họ Hòa thảo (Poaceae).

## Loài
Chi Airopsis gồm các loài: